# Stadio Skënderbeu
Lo stadio Skënderbeu (in albanese Stadiumi Skënderbeu) è uno stadio di calcio situato a Coriza, in Albania. Fu inaugurato nel 1957.